# قلعه ایزاکو
قلعه ایزاکو (به ژاپنی: 伊作城, Izaku-jō) یک قلعه ژاپنی بود که در استان کاگوشیما، ژاپن قرار داشت. این قلعه به خاندان شیمازو تعلق داشته‌است.